# Chojna (gemeente)
De gemeente Chojna is een Poolse gemeente die deel uitmaakt van powiat Gryfiński. Aangrenzende gemeenten:
- Banie, Cedynia, Mieszkowice, Moryń, Trzcińsko-Zdrój en Widuchowa (powiat Gryfiński)
- Duitsland: Uckermark

Zetel van de gemeente is in de stad Chojna.
De gemeente beslaat 17,8% van de totale oppervlakte van de powiat.

## Demografie
Stand op 31 december 2005:
| Omschrijving                   | Totaal | Totaal | Vrouwen | Vrouwen | Mannen | Mannen |
| ------------------------------ | ------ | ------ | ------- | ------- | ------ | ------ |
| eenheid                        | aantal | %      | aantal  | %       | aantal | %      |
| inwoners                       | 14072  | 100    | 6923    | 49,2    | 7149   | 50,8   |
| bevolkingsdichtheid (inw./km²) | 42,3   | 42,3   | 20,8    | 20,8    | 21,5   | 21,5   |

De gemeente heeft 16,8% van het aantal inwoners van de powiat. In 2002 bedroeg het gemiddelde inkomen per inwoner 1401,59 zł.

## Plaatsen
- Chojna (Duits Königsberg, stad sinds II poł. XIII w.)

Administratieve plaatsen (sołectwo) van de gemeente Chojna:
- Białęgi, Brwice, Czartoryja, Garnowo, Godków, Godków-Osiedle, Grabowo, Grzybno, Jelenin, Kamienny Jaz, Krajnik Dolny, Krajnik Górny, Krzymów, Lisie Pole, Łaziszcze, Mętno, Narost, Nawodna, Rurka, Stoki, Strzelczyn en Zatoń Dolna.

Zonder de status sołectwo : Drozdowo, Graniczna, Raduń, Wilkoszyce.